# Света Теодула
Света мученица Теодула је хришћанска светитељка.
Пострадала је за Христа у време Диоклецијана, нечастивог цара римског. При мучењу, Теодула уразуми једног од мучитеља, Еладија, и приведе га вери Христовој. Када Еладије јавно исповеди своју веру у Христа, би мачем посечен. Теодула се држаше врло храбро на суду, због чега је судија назва безумном. Рече му на то Теодула: „Безумни сте ви који заборависте јединог истинитог Бога, па се клањате мртвом камењу“. Судија је врже на муке љуте које Теодула јуначки издржа, и својим јунаштвом на мукама многе задиви и ка Христу обрати. Међу онима беху и два угледна грађанина, Макарије и Евагрије. Са овом двојицом и многим другим Теодула би бачена у усијану пећ где чесно сви скончаше и Христовог се царства удостојише.
Српска православна црква слави је 5. фебруара по црквеном, а 18. фебруара по грегоријанском календару.